# 牟田悌三・あなたのための税金相談
『牟田悌三・あなたのための税金相談』（むたていぞう あなたのためのぜいきんそうだん）は、JRN系列で放送されていたTBSラジオ製作のラジオ番組である。国税庁提供。

## 番組内容
パーソナリティの牟田悌三が、リスナーから寄せられた税金に関する疑問・質問に答えていた番組。アシスタントは長谷川直子が務めていた。
牟田は番組中、時折駄洒落を言うことがあった。また月に1回、税とは関係のないクイズを出題し、正解者の中から抽選で番組オリジナルの図書カードをプレゼントしていた。

## 番組史
1980年10月12日に『牟田悌三の税金相談』（むたていぞうのぜいきんそうだん）のタイトルで放送開始。この当時はナイターオフ期間（10月から翌年3月）限定の番組で、TBSラジオでは日曜18時台に15分枠で放送されていた。1985年度・1986年度には『牟田悌三・税の質問箱』（むたていぞう ぜいのしつもんばこ）と題して放送。そして1987年度から現在のタイトルとなり、以後番組が終了するまで続けた。
1988年10月16日の放送再開後には通年放送となり、以来TBSラジオでは日曜夕方→土曜夕方→日曜朝と時間帯を変更しながらも放送が続けられた。番組は長らく15分枠で放送されていたが、2004年4月の改編で10分枠のミニ番組となった。途中放送のない期間が幾度かあったものの、番組は2005年4月まで25年間にわたって放送された。

## テーマソング
- Now（リチャード・ティー）
- Marine blue（カシオペア）

## ネット局
番組終了時点でのネット局を記載。放送時間の早い順から記載。
| 放送対象地域   | 放送局              | 放送日時           | 備考                              |
| -------------- | ------------------- | ------------------ | --------------------------------- |
| 関東広域圏     | TBSラジオ           | 日曜 8:20 - 8:30   | 製作局                            |
| 福岡県         | RKB毎日放送（RKB）  | 土曜 6:30 - 6:40   |                                   |
| 徳島県         | 四国放送（JRT）     | 土曜 7:50 - 8:00   |                                   |
| 沖縄県         | 琉球放送（RBC）     | 土曜 10:10 - 10:20 |                                   |
| 北海道         | 北海道放送（HBC）   | 土曜 11:50 - 12:00 |                                   |
| 宮崎県         | 宮崎放送（MRT）     | 土曜 11:50 - 12:00 |                                   |
| 石川県         | 北陸放送（MRO）     | 土曜 17:20 - 17:30 |                                   |
| 高知県         | 高知放送（RKC）     | 土曜 17:35 - 17:45 |                                   |
| 近畿広域圏     | 朝日放送（ABC）     | 日曜 6:20 - 6:30   | [ 10 ]                            |
| 青森県         | 青森放送（RAB）     | 日曜 7:25 - 7:35   |                                   |
| 広島県         | 中国放送（RCC）     | 日曜 7:35 - 7:45   |                                   |
| 山口県         | 山口放送（KRY）     | 日曜 7:35 - 7:45   |                                   |
| 大分県         | 大分放送（OBS）     | 日曜 8:15 - 8:25   |                                   |
| 静岡県         | 静岡放送（SBS）     | 日曜 8:20 - 8:30   |                                   |
| 中京広域圏     | 中部日本放送（CBC） | 日曜 8:25 - 8:35   | 現・CBCラジオ                     |
| 岡山県         | 山陽放送（RSK）     | 日曜 8:35 - 8:45   | 現・RSK山陽放送                   |
| 新潟県         | 新潟放送（BSN）     | 日曜 8:50 - 9:00   |                                   |
| 福島県         | ラジオ福島（rfc）   | 日曜 9:20 - 9:30   |                                   |
| 熊本県         | 熊本放送（RKK）     | 日曜 9:20 - 9:30   |                                   |
| 鹿児島県       | 南日本放送（MBC）   | 日曜 10:00 - 10:10 |                                   |
| 宮城県         | 東北放送（TBC）     | 日曜 11:35 - 11:45 |                                   |
| 山梨県         | 山梨放送（YBS）     | 日曜 17:00 - 17:10 |                                   |
| 秋田県         | 秋田放送（ABS）     | 日曜 17:25 - 17:35 |                                   |
| 長崎県・佐賀県 | 長崎放送（NBC）     | 日曜 17:35 - 17:45 | 佐賀県ではNBCラジオ佐賀として放送 |
| 福井県         | 福井放送（FBC）     | 日曜 17:45 - 17:55 |                                   |
| 愛媛県         | 南海放送（RNB）     | 日曜 17:45 - 17:55 |                                   |
| 山形県         | 山形放送（YBC）     | 日曜 17:50 - 18:00 |                                   |
| 富山県         | 北日本放送（KNB）   | 日曜 17:50 - 18:00 |                                   |
| 和歌山県       | 和歌山放送（wbs）   | 日曜 17:50 - 18:00 |                                   |
| 鳥取県・島根県 | 山陰放送（BSS）     | 日曜 18:00 - 18:10 |                                   |
| 長野県         | 信越放送（SBC）     | 日曜 18:10 - 18:20 |                                   |
| 岩手県         | IBC岩手放送（IBC）  | 日曜 18:15 - 18:25 |                                   |